# Porcelanato
El porcelanato o porcelanato gres es un producto cerámico declarado por la norma ISO 13006/NBR13818 como especificación y que se suele usar como revestimiento para pisos y paredes. Básicamente, es una masa compuesta por varios componentes a la que una vez cocida se le realiza un procedimiento de pulido hasta llegar al brillo deseado. Los diferentes diseños del porcelanato se logran en el proceso de mezcla de los materiales, ya que la masa que se obtendrá de este proceso será el diseño que se logrará luego del proceso de pulido. En el caso de los porcelanatos esmaltados, el diseño dependerá del que se desee hacer mediante el mismo esmaltado.

## Características
Debido a su muy baja absorción de agua es resistente a las heladas y además posee una muy buena resistencia a la abrasión y una alta resistencia a la tracción. Esto lo hace ideal para áreas con un uso intensivo, tales como pasillos y plantas industriales. Es ecológica y no contamina incluso aunque se queme en un incendio. Debido a su absorción, próxima a cero, es necesario utilizar en su asentamiento argamasas (colas) especiales, al revés de las tradicionales masas de asentamiento utilizadas para cerámicas, piedras y granitos. También cabe resaltar que, debido a su dureza, es necesario utilizar discos de corte o dispositivos de corte con borde cortante diamantado.
El porcelanato esmaltado, al poseer tres capas y generar deformaciones en su fusión a más de 1200 °C, tiene como característica leves curvas en positivo, en dirección a su soporte.

## Fabricación
Es un material prensado con absorción de agua menor o igual a 0,5 %. Una masa de porcelanato está compuesta de una mezcla finamente atomizada de arcillas, feldespatos, arenas feldespáticas y, a veces, caolines, filitas y aditivos colorantes, cuando son necesarios. La atomización se realiza hasta que se alcanza un tamaño homogéneo de partículas de polvo, adecuado para el prensado. La cocción se realiza a una temperatura de alrededor de 1150-1250 °C en hornos largos de hasta 140 m. La materia prima se lleva gradualmente a la temperatura máxima, manteniéndola durante unos 25-30 minutos, y siempre se enfría gradualmente a temperatura ambiente.

## Composición química
La composición química de sus materias primas (% en peso) es:
| Materia          | % en peso |
| ---------------- | --------- |
| SiO2             | 47        |
| Al2O3            | 38        |
| Fe2O3            |           |
| TiO2             | 0,03      |
| CaO              | 0,10      |
| MgO              | 0,22      |
| Na2O             | 0,81      |
| K2O              | 0,15      |
| Pérdida al fuego | 13,02     |

## Clases de porcelanato
Actualmente, el porcelanato domina el mercado mundial de revestimientos cerámicos. Se encuentra muy difundido entre los grandes países productores mundiales, como Italia, España, China y Brasil. Puede ser subdividido en dos grandes categorías: porcelanato técnico y porcelanato esmaltado. El porcelanato técnico es de una sola masa y puede ser rectificado en su superficie en el proceso de pulido, esto permite un reflejo espejo en su terminación. En cambio, el porcelanato esmaltado no puede desgastarse en superficie por tener esmalte, este genera un reflejo ondulado en su terminación, pero al tener esmalte tiene más diseño, más resistencias a manchas, químicos, temperatura y uso.